# Efe Ambrose
Efetobore Ambrose Emuobo (Kaduna, Nigeria, 18 de octubre de 1988) es un futbolista nigeriano. Juega de defensa en el Workington A. F. C. de la Northern Premier League.

## Selección nacional
Ha sido internacional con la selección de fútbol de Nigeria en 51 ocasiones y ha anotado cuatro goles.
El 6 de mayo de 2014 fue incluido por el entrenador de la selección nigeriana Stephen Keshi en la lista provisional de 30 jugadores que iniciarán los entrenamientos con miras a la Copa Mundial de Fútbol de 2014. El 2 de junio se confirmó su inclusión en la nómina definitiva de 23 jugadores.

### Participaciones en Copas del Mundo
| Mundial                        | Sede   | Resultado        |
| ------------------------------ | ------ | ---------------- |
| Copa Mundial de Fútbol de 2014 | Brasil | Octavos de final |

## Clubes
| Club                                | País       | Año           |
| ----------------------------------- | ---------- | ------------- |
| Kaduna United                       | Nigeria    | 2006-2010     |
| Bayelsa United (cedido)             | Nigeria    | 2008-2009     |
| F. C. Ashdod                        | Israel     | 2010-2012     |
| Celtic F. C.                        | Escocia    | 2012-2017     |
| Hibernian F. C.                     | Escocia    | 2017-2019     |
| Derby County F. C.                  | Inglaterra | 2019          |
| Livingston F. C.                    | Escocia    | 2020-2021     |
| St. Johnstone F. C.                 | Escocia    | 2021-2022     |
| Dunfermline Athletic F. C. (cedido) | Escocia    | 2022          |
| Greenock Morton F. C.               | Escocia    | 2022-2023     |
| Queen of the South F. C.            | Escocia    | 2023-2024     |
| Bury F. C.                          | Inglaterra | 2024          |
| Workington A. F. C.                 | Inglaterra | 2024-presente |

## Palmarés

### Títulos nacionales
| Título                     | Club           | País    | Año  |
| -------------------------- | -------------- | ------- | ---- |
| Liga Premier de Nigeria    | Bayelsa United | Nigeria | 2009 |
| Nigerian FA Cup            | Kaduna United  | Nigeria | 2010 |
| Premier League de Escocia  | Celtic F. C.   | Escocia | 2013 |
| Copa de Escocia            | Celtic F. C.   | Escocia | 2013 |
| Scottish Premiership       | Celtic F. C.   | Escocia | 2014 |
| Copa de la Liga de Escocia | Celtic F. C.   | Escocia | 2015 |
| Scottish Premiership       | Celtic F. C.   | Escocia | 2015 |
| Scottish Premiership       | Celtic F. C.   | Escocia | 2016 |

### Títulos internacionales
| Título                    | Club (*) | País      | Año  |
| ------------------------- | -------- | --------- | ---- |
| Copa Africana de Naciones | Nigeria  | Sudáfrica | 2013 |

(*) Incluyendo la selección.